# Dahliaphyllum
Dahliaphyllum là chi thực vật có hoa trong họ Apiaceae.